# ヴィルヘルミーネ・フォン・プロイセン (1751-1820)
ヴィルヘルミーネ・フォン・プロイセン（Wilhelmine von Preußen, 1751年8月7日 - 1820年6月9日）は、プロイセン王国の王族。プロイセン王子アウグスト・ヴィルヘルムの長女で、プロイセン王フリードリヒ・ヴィルヘルム2世の妹であり、オラニエ公ウィレム5世の妃となった。全名はドイツ語でフリーデリケ・ゾフィー・ヴィルヘルミーネ（Friederike Sophie Wilhelmine）、オランダ語でフレデリカ・ソフィア・ウィルヘルミナ（Frederica Sophia Wilhelmina）。

## 生涯
ヴィルヘルミーネは1751年8月7日、アウグスト・ヴィルヘルムとその妃であったブラウンシュヴァイク＝ヴォルフェンビュッテル公フェルディナント・アルブレヒト2世の娘ルイーゼ・アマーリエの間に第3子としてベルリンで生まれた。
1767年10月4日、ヴィルヘルミーネは最後のオランダ総督で又従兄に当たるオラニエ公ウィレム5世とベルリンにて結婚した。
フランス革命戦争の波及を受けてネーデルラント連邦共和国が崩壊すると、ヴィルヘルミーネは夫とともにイギリスへ逃れた。その後2人はナッサウやブラウンシュヴァイクに住み、夫のウィレム5世は1806年4月9日にブラウンシュヴァイクで没した。

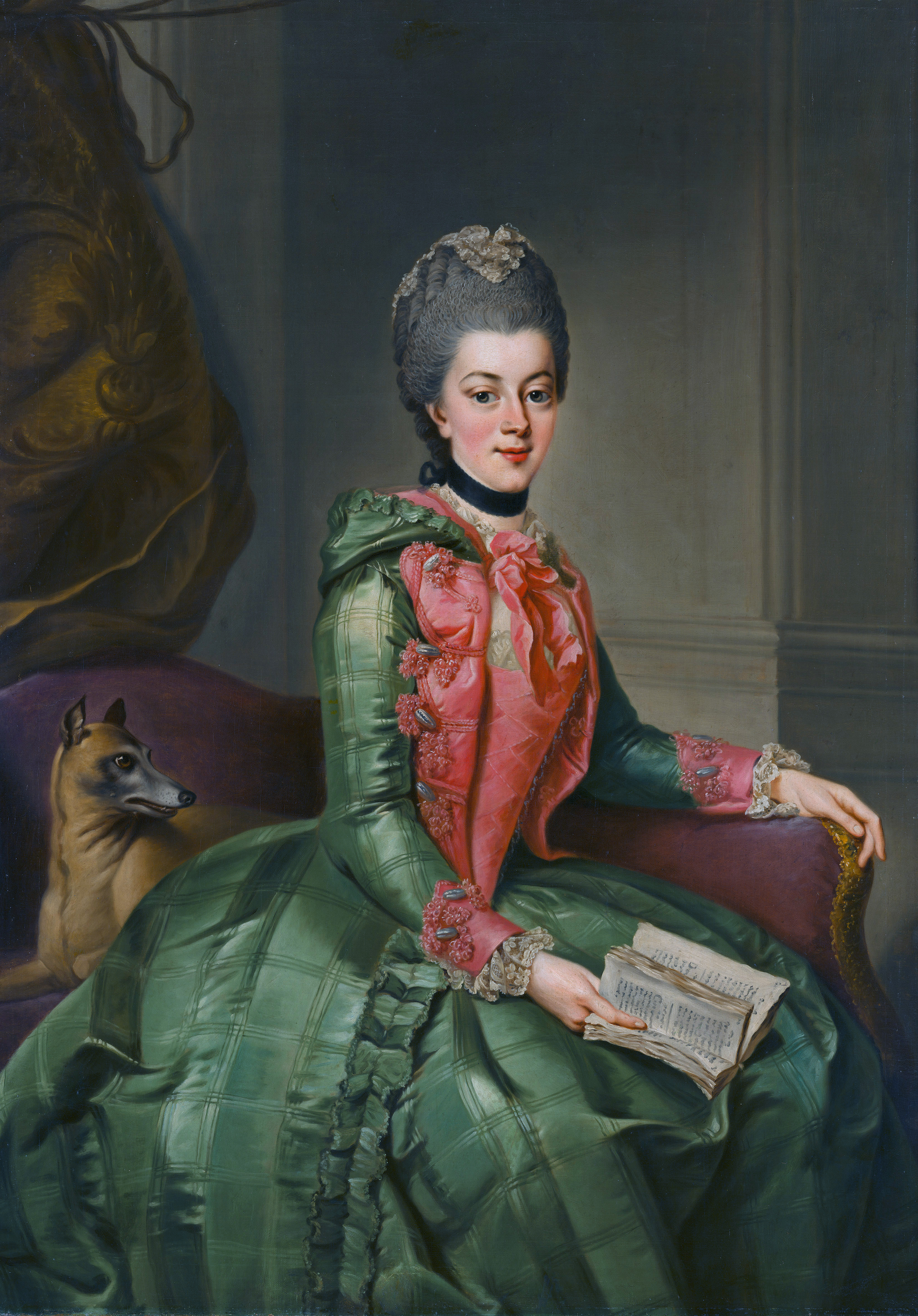
ヴィルヘルミーネ･フォン･プロイセン

1813年にネーデルラント連合王国が成立し、息子ウィレム1世が王位に即いた。これを受けてヴィルヘルミーネは翌1814年にオランダに戻った。なお、ウィレム1世の王妃ウィルヘルミナ（ヴィルヘルミーネ）はフリードリヒ・ヴィルヘルム2世の娘で、彼女の姪にあたる。
ヴィルヘルミーネは1820年6月9日にアペルドールンのヘット・ロー宮殿で死去し、デルフトの新教会に葬られた。なお、アムステルダム国立美術館には、Tethart Philipp Christian Haagによる彼女の肖像画が展示されている。

## 子女
夫であるウィレム5世との間にもうけた子供は以下の通り。
- 長男（1769年3月23日 - 1769年3月24日）
- フレデリカ・ルイーゼ・ヴィルヘルミナ（1770年 - 1819年、ブラウンシュヴァイク＝ヴォルフェンビュッテル公世子でカール・ヴィルヘルム・フェルディナントの長男カール・ゲオルク・アウグスト妃）
- 子 （1771年8月6日）
- ウィレム・フレデリック （1772年 - 1843年、オランダ王・ルクセンブルク大公）
- ウィレム・ヘオルヘ・フレデリック （1774年 - 1799年）